# Speyeria valesinoalba
Speyeria valesinoalba är en fjärilsart som beskrevs av Reuss 1926. Speyeria valesinoalba ingår i släktet Speyeria och familjen praktfjärilar. Inga underarter finns listade i Catalogue of Life.